# Jaderná elektrárna Cofrentes
Jaderná elektrárna Cofrentes (španělsky Central nuclear de Cofrentes) je jaderná elektrárna, která se nachází ve Španělsku, v provincii Valencie ve Valencijském společenství. Výstavba započala v roce 1975 a elektrárna byla dokončena v roce 1984. Má pouze jeden varný reaktor o výkonu 1092 MW. Elektrárně končí licence v roce 2021.[zdroj?] K chlazení je využívána řeka Júcar. Elektrárna zcela pokrývá spotřebu elektřiny celého Valencijského společenství.

## Majitelé
Většinu ostatních jaderných elektráren ve Španělsku vlastní více vlastníků, ale jadernou elektrárnu Confrentes vlastní pouze Iberdrola, nadnárodní energetická společnost se sídlem v Bilbau ve Španělsku. Má také podíl v elektrárnách například v USA, Brazílii nebo Velké Británii. Ve Španělsku má podíl ještě ve čtyřech dalších jaderných elektrárnách).